# Центрально-Чернозёмное книжное издательство
«Центра́льно-Чернозёмное кни́жное изда́тельство» — советское государственное издательство. Основано в 1964 году в Воронеже.

## История
Образовано в 1964 году посредством объединения Воронежского книжного издательства, Курского книжного издательства, Тамбовского книжного издательства, Белгородского книжного издательства и Липецкого книжного издательства. Находилось в подчинении Государственному комитету Совета министров РСФСР по печати. Имело отделение в Курске, основанное на базе Курского книжного издательства, отделение в Тамбове — на базе Тамбовского книжного издательства, отделение в Белгороде — на базе Белгородского книжного издательства, и отделение в Липецке — на базе Липецкого книжного издательства.
Специализировалось на выпуске массово-политической, производственной, детской, сельскохозяйственной, художественной и краеведческой литературы. Выпускало книжные серии о жизни и деятельности В. И. Ленина и членов его семьи, «Отчий край», «Подвиг на Курской дуге», «Школьная библиотека» и другие, в 1990—2000-е годы — «Воронежские писатели — детям» (книги Г. Н. Троепольского, А. Н. Корольковой, Е. П. Дубровина, Ю. Ф. Третьякова, В. А. Добрякова, Е. М Титаренко).
Издательство является членом Ассоциации книгоиздателей России.
| Статистика по объёмам производства. 1979—1990 годы | Статистика по объёмам производства. 1979—1990 годы | Статистика по объёмам производства. 1979—1990 годы | Статистика по объёмам производства. 1979—1990 годы | Статистика по объёмам производства. 1979—1990 годы | Статистика по объёмам производства. 1979—1990 годы | Статистика по объёмам производства. 1979—1990 годы | Статистика по объёмам производства. 1979—1990 годы |
| —                                                  | 1979                                               | 1980                                               | 1982                                               | 1983                                               | 1984                                               | 1985                                               | 1990                                               |
| -------------------------------------------------- | -------------------------------------------------- | -------------------------------------------------- | -------------------------------------------------- | -------------------------------------------------- | -------------------------------------------------- | -------------------------------------------------- | -------------------------------------------------- |
| Книг и брошюр, печатных единиц                     | 76                                                 | 91                                                 | 101                                                | 103                                                | 109                                                | 100                                                | 73                                                 |
| Тираж, млн экз.                                    | 3,0                                                | 2,6841                                             | 3,0643                                             | 3,0434                                             | 3,0483                                             | 2,8491                                             | 1,946                                              |
| Печатных листов-оттисков, млн                      | н. д.                                              | 28,4252                                            | 29,0422                                            | 29,9604                                            | 34,4517                                            | 36,1389                                            | 35,8666                                            |

## Награды
- 2003 — лауреат конкурса Ассоциации книгоиздателей России «Лучшие книги 2003 года» «за разработку и культуру издания оригинальной серии книг “Воронежские писатели — детям”»[2].